# فهرست مقامات اسراییلی محکوم‌شده برای فساد مالی و تخلف
این مقاله مقامات اسراییلی محکوم شده پیرامون فساد و تخلف را بررسی می‌کند.

## روسای جمهور
- موشه کاتساو، هشتمین رئیس‌جمهور دولت اسرائیل به اتهام استراق سمع غیرقانونی و تجاوز به یک کارمند زن در دورانی که وزیر گردشگری اسراییل بوده‌است محکوم به ۷ سال زندان شد.[۱]

## نخست وزیران
- ایهود اولمرت، دوازدهمین نخست‌وزیر اسرائیل به اتهام خیانت به اعتماد عمومی و فساد مالی به ۶ سال حبس در سال ۲۰۰۵ محکوم شد اما مدتی بعد زندان وی به ۱۸ ماه کاهش یافت.[۲]

## وزیران
- گونن سگو، وزیر سابق انرژی اسرائیل به اتهام جاسوسی برای ایران در ۹ ژانویه ۲۰۱۹ از سوی دادگاه به ۱۱ سال حبس محکوم شد.[۳]

- تزاچی هانگبی، از جمله سمت‌های ارشد کابینه که او قبلاً بر عهده داشت، می‌توان به وزیر دادگستری، وزیر امنیت داخلی و وزیر اطلاعات و امور هسته‌ای اشاره کرد. در ۱۳ ژوئیه ۲۰۱۰، هانگبی به جرم شهادت دروغ محکوم شد و متعاقباً به پرداخت ۱۰۰۰۰ شکل جریمه محکوم شد و فساد اخلاقی نیز به این جرم اضافه شد. در نتیجه، هانگبی عضویت خود را از کنست به حالت تعلیق درآورد.